# In vacanza con lo Zecchino d'Oro
In vacanza con lo Zecchino d'Oro è un CD uscito nel 2005 con etichetta Antoniano. Contiene 14 brani, di cui 13 appartenenti alla tradizione dello Zecchino d'Oro (tutti in versione originale, con l'eccezione di Monta in mountain-bike) e un brano inedito (Ma lo Zecchino com'è?), scritto appositamente per il Piccolo Coro. 

## Tracce
1. Ma lo zecchino com'è?
2. E nelle onde che baraonde (A. Testa/M. Lavezzi)
3. Il katalicammello (G. Grottoli, A. Vaschetti, Fagit)
4. La barchetta di carta
5. Il bar di Dario il dromedario (G. M. Gualandi)
6. Piove con il sole
7. Monta in mountain-bike (V. Sessa Vitali/R. Pareti)
8. Il gelataio
9. L'ambasciator di Paranà (D. Fossati/L. Cavalletto)
10. Il tappeto volante
11. Evviva la domenica! (M. Soldi/N. Aprile)
12. La terra è una palla (S. Menegale)
13. Il naufrago (G. Bussoli/A. Bertocchi)
14. L'astronave di capitan rottame (M. D'Alessandro/D. Sabiu)